# Щекаев, Владимир Александрович
Владимир Александрович Щекаев (4 августа 1936 — 16 декабря 2015) — пилот гражданской авиации, командир воздушного судна, Герой Социалистического Труда.

## Биография
Окончил десять классов. В 1956 году окончил Бугурусланское летное училище гражданской авиации. Сначала работал в аэропортах «Смышляевка», затем «Курумоч», служил пилотом 2-й авиационной эскадрильи 178-го авиаотряда Приволжского управления гражданской авиации. Освоил самолёты По-2, Ан-2, Як-12, Ил-14, Ан-10. Затем ещё 15 лет поднимал в небо Ту-154. Работал пилотом, командиром воздушного судна, пилотом-наставником. С 1978 по 1981 год занимал командно-летные должности — пилот-инструктор, заместитель командира летного отряда, пилот-инспектор, старший пилот-инспектор. Сумел подготовить десять командиров воздушных кораблей.
Владимир Александрович 35 лет отдал летной работе. Общий безаварийный налет составил более 16000 часов.
Впоследствии работал диспетчером гражданского сектора Самарского зонального центра Единой системы УВД.

## Награды
- Указом Президиума Верховного Совета СССР Щекаеву Владимиру Александровичу присвоено звание Героя Социалистического Труда с вручением ордена Ленина и золотой медали «Серп и Молот».
- Также награждён медалями.
- В 2006 году был награждён Почетной грамотой Самарской Губернской Думы.[2]